# تونالای
تونالای (به لاتین: Thunnalai) یک منطقهٔ مسکونی در سری‌لانکا است که در ناحیه جفنا واقع شده‌است.